# Загублені (сезон 1)
Перший сезон телесеріалу «Загублені» вийшов 22 вересня 2004 року в США. Сезон налічував 25 серій та закінчився 25 травня 2005 року. Це історія про сорок вісім людей із рейсу 815 Oceanic Airlines, що зазнав авіакатастрофи на невідомому острові в південній частині Тихого океану, де для виживання вони були змушені працювати разом.
Перший сезон транслювався на американському телеканалі ABC щосереди о 20:00. Між 20 та 21 серією, 27 квітня 2005 року, вийшов спеціальний епізод «Lost: The Journey» (укр. «Загублені: Подорож»).
В Україні уперше серіал вийшов 24 жовтня 2005 року на телеканалі ICTV.
6 вересня 2005 року сезон випустили на семи DVD під назвою «Lost: The Complete First Season» (укр. «Загублені: Перший сезон»).

## Виробництво

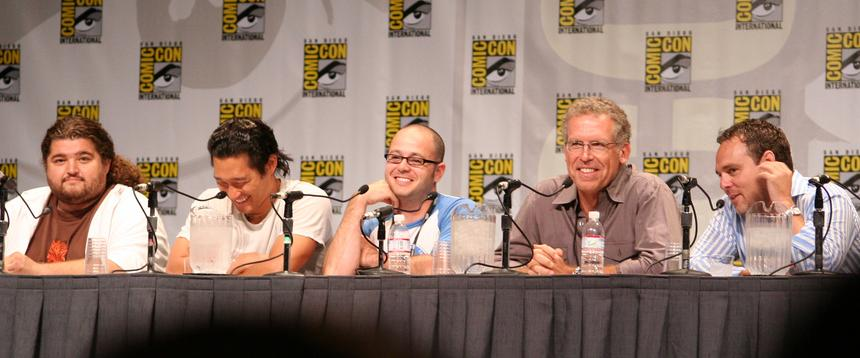
Хорхе Гарсія, Деніел Дей Кім, Деймон Лінделоф, Карлтон К'юз і Браян Берк на конвенції San Diego Comic-Con International у 2006 році

Сезон спродюсований компаніями Touchstone Television (нині ABC Studios), Bad Robot Productions та Grass Skirt Productions. Уперше транслювався на американському телеканалі ABC. Над серіалом працювали: творець серіалу та продюсер Джефрі Дж. Абрамс, со-продюсерами — Демон Лінделоф, Браян Берк, Джек Бендер та Карлтон К'юз, а Джессі Александер та Джефф Пінкнер як виконавчі консультанти; со-виконавчий продюсер Девід Фюрі, супервайзовий продюсер Хав'єр Грільо-Марксуач, продюсер Леонард Дік, продюсери Едвард Кітсіс та Адам Головітз, со-продюсер Дженіфер М. Джонсон і редактор Паул Діні.
Сценарій написали Абрамс, Лінделоф, К'юз, Александер, Пінкнер. Деякі серії першого сезону були написані (або були співавторами) позаштатними сценаристами.
Основними режисерами першого сезону були Дж. Дж. Абрамс, Джек Бендер, Стівен Вільямс, Такер Гейтс, Грег Яйтанес і Кевін Гукс. Саундтрек для першого сезону написаний Майклом Джаккіно. Також Абрамс, Лінделоф і К'юз були шоуранерами.

## У ролях
Для першого сезону було обрано 14 головних ролей.

| Актор                 | Роль                | Примітки                                                                  |
| --------------------- | ------------------- | ------------------------------------------------------------------------- |
| Метью Фокс            | Джек Шепард         | лідер групи уцілілих, нейрохірург                                         |
| Еванджелін Ліллі      | Кейт Остін          | утікачка                                                                  |
| Невін Ендрюс          | Саїд Джарра         | іранський республіканець                                                  |
| Емілі де Рейвін       | Клер Літтлтон       | вагітна австралійка. До кінця сезону з'являється лише в головних епізодах |
| Хорхе Гарсія          | Х'юго «Херлі» Реєс  | переможець проклятої лотереї                                              |
| Меггі Грейс           | Шеннон Разерфорд    | колишня вчителька, зведена сестра Буна                                    |
| Єн Сомерхолдер        | Бун Карлайл         | керівник однієї з філій матері, зведений брат Шеннон                      |
| Джош Голловей         | Джеймс «Сойер» Форд | шахрай                                                                    |
| Юнджин Кім            | Сан Хва Квон        | дочка відомого корейського бізнесмена містера Пайка, дружина Джина        |
| Даніель Де Кім        | Джин Су Квон        | працює на містера Пайка як угода за весілля зі Сан                        |
| Гарольд Перріно       | Майкл Доусон        | будівельник, батько Келлі                                                 |
| Малькольм Девід Келлі | Волтер Ллойд        | 13-річний юнак, син Майкла                                                |
| Домінік Монаган       | Чарлі Пейс          | наркоман та колишня рок-зірка                                             |
| Террі О'Куїнн         | Джон Локк           | таємнича та інтелектуальна людина                                         |

Другорядні голі виконують: Лаверн Скотт Колдвелл як Роуз Гендерсон, Міра Фурлан як Даніель Руссо, Кімберлі Джозеф як Сінді, Фредрік Лене як Едвард Марс, Вільям Мейпотер як Ітан Ром, Даніель Робук як Леслі Арц, Джон Террі як Крістіан Шепард. Також уперше в цьому сезоні з'явилася головна героїня другого сезону Ана-Люсія Кортес, яку зіграла Мішель Родрігес.

## Сприйняття

### Критика та рейтинги
Основний агрегатор кінооглядів Metacritic оцінив перший сезон як 87/100 (на основі 26 оглядів) з поміткою «Загальне визнання».
Пілотний епізод вийшов 22 вересня 2004 року та зібрав 18,65 мільйонів глядачів. Телеканал «ABC» отримав найвищий рейтинг серед драма-серіалів, обігнавши «Одного разу і знову» (1999) та «Одне вбивство» (1995).
«Ройтерс» назвав драму хітом сезону, відмічаючи, що «шоу, здається, отримало вигоду від тотального маркетингового бліца, що включав радіопередачі, спеціальні покази та першу, за останні п'ять років, рекламну кампанію ABC». Після четвертої серії «ABC» повідомила, що серіал «Загублені» вибраний для повного показу. Перший сезон у середньому зібрав близько 17,6 млн американських глядачів.

### Нагороди
| Список нагород та номінацій | Список нагород та номінацій | Список нагород та номінацій                                             | Список нагород та номінацій | Список нагород та номінацій      | Список нагород та номінацій | Список нагород та номінацій |
| Кінофестиваль/Кінопремія    | Рік                         | Категорія                                                               | Номінант(и) | Серія                            | Результат                   | Дж                          |
| --------------------------- | --------------------------- | ----------------------------------------------------------------------- | --- | -------------------------------- | --------------------------- | --------------------------- |
| Прайм-тайм премія «Еммі»    | 18.09.2005                  | Найкращий драматичний серіал                                            | Загублені |                                  | Перемога                    |                             |
| Прайм-тайм премія «Еммі»    | 18.09.2005                  | Найкращий кастинг для драматичного серіалу                              | Ейпріл Вебстер, Менді Шерман, Алісса Вейсберг, Вероніка Коллінз |                                  | Перемога                    |                             |
| Прайм-тайм премія «Еммі»    | 18.09.2005                  | Найкраща режисура драматичного серіалу                                  | Дж. Дж. Абрамс | «Pilot 1&2»                      | Перемога                    |                             |
| Прайм-тайм премія «Еммі»    | 18.09.2005                  | Найкращий монтаж для драматичного серіалу (однокамерна зйомка)          | Мері Джо Маркі | «Pilot 1&2»                      | Перемога                    |                             |
| Прайм-тайм премія «Еммі»    | 18.09.2005                  | Найкраща музична композиція для серіалу                                 | Майкл Джаккіно | «Pilot 1&2»                      | Перемога                    |                             |
| Прайм-тайм премія «Еммі»    | 18.09.2005                  | Найкращі візуальні ефекти для драматичного серіалу                      | Кевін Бланк, Мітч Саскін, Арчі Агуна, Спенсер Леві, Бенуа Жирар, Лоран М. Абекассіс, Кевін Кутчавер, Стів Фон, Боб Ллойд                                                                                             | «Pilot 1&2»                      | Перемога                    |                             |
| Прайм-тайм премія «Еммі»    | 18.09.2005                  | Найкраща чоловіча роль другого плану в драматичному серіалі             | Невін Ендрюс (роль: Саїд Джара) | «Solitary» та «The Greater Good» | Номінація                   |                             |
| Прайм-тайм премія «Еммі»    | 18.09.2005                  | Найкраща чоловіча роль другого плану в драматичному серіалі             | Террі О'Квінн (роль: Джон Локк) | «Walkabout» та «The Moth»        | Номінація                   |                             |
| Прайм-тайм премія «Еммі»    | 18.09.2005                  | Найкраще мікшування звуку для драматичного серіалу (однокамерна зйомка) | Майкл К. Мур, Скотт Вебер, Френк Морроне | «Outlaws»                        | Номінація                   |                             |
| Прайм-тайм премія «Еммі»    | 18.09.2005                  | Найкращий сценарій драматичного серіалу                                 | Дж. Дж. Абрамс, Деймон Лінделоф, Джеффрі Лібер | «Pilot 1&2»                      | Номінація                   |                             |
| Прайм-тайм премія «Еммі»    | 18.09.2005                  | Найкраще редагування звуку для серіалу                                  | Томас Дегортер, Крістофер Б. Рівз, Габріль Рівз, Тревор Джоллі, Паул Менічіні, Роланд Н. Тай, Марс Глассмен, Місіек Маліш, Трой Аллен, Стівен М. Девіс, Патрік Кабрал, Синтія Меррілл, American Broadcasting Company | «Pilot 2»                        | Номінація                   |                             |

Сезон також був номінований на премію «Золотий глобус» за найкращий драматичний телесеріал.

## Список серій
| № серії (загалом) | № серії (в сезоні) | Назва серії                              | Режисер(и)       | Сценарист(и)                                  | Головні персонажі            | Оригінальна дата показу | Дата показу в Україні | Глядачів (млн) |
| --- | ------------------ | ---------------------------------------- | ---------------- | --------------------------------------------- | ---------------------------- | ----------------------- | --------------------- | -------------- |
| 1 | 1                  | «Pilot (Part 1)»                         | Джей Джей Абрамс | Джефрі Лібер Джей Джей Абрамс Деймон Лінделоф | Джек Шепард                  | 22 вересня 2004         | 10 липня 2005         | 18,65          |
| Літак авіакомпанії «Oceanic Airlines», що летів рейсом 815 з Сіднея до Лос-Анжелес, зазнав аварії і впав на безлюдний острів. У першу ніч 48 людей які вижили почули в джунглях загадковий рев. На ранок Джек, Кейт і Чарлі знайшли трансивер в кабіні літака.                                                                          |                    |                                          |                  |                                               |                              |                         |                       |                |
| 2 | 2                  | «Pilot (Part 2)»                         | Джей Джей Абрамс | Джефрі Лібер Джей Джей Абрамс Деймон Лінделоф | Кейт Остін і Чарлі Пейс      | 29 вересня 2004         | невідомо              | 17,00          |
| Саїд полагодив трансивер, спробував відправити сигнал лиха і засік таємниче послання по-французьки. Соєр застрелив в джунглях білого ведмедя. |                    |                                          |                  |                                               |                              |                         |                       |                |
| 3 | 3                  | «Tabula Rasa»                            | Джек Бендер      | Деймон Лінделоф                               | Кейт Остін                   | 6 жовтня 2004           | невідомо              | 16,54          |
| Надаючи медичну допомогу приставу, Джек випадково дізнався про минуле Кейт. Майкл заборонив Волту спілкуватися з Локком. Кейт згадувала події, які трапилися з нею в Австралії. Джон знайшов собаку Волта і запропонував Майклу відвести її до сина.                                                                                    |                    |                                          |                  |                                               |                              |                         |                       |                |
| 4 | 4                  | «Walkabout»                              | Джек Бендер      | Девід Фюрі                                    | Джон Локк                    | 13 жовтня 2004          | невідомо              | 18,16          |
| Коли запаси їжі в таборі підійшли до кінця, Локк зголосився вбити кабана. Джон притащив на пляж кабана та врятував Джека. Клер і Саїд вирішили прочитати поминальну промову на честь загиблих. Локк згадував події, які привели його до Австралії.                                                                                      |                    |                                          |                  |                                               |                              |                         |                       |                |
| 5 | 5                  | «White Rabbit»                           | Кевін Гукс       | Крістіан Тейлор                               | Джек Шепард                  | 20 жовтня 2004          | невідомо              | 16,82          |
| Джек, якому з'явився привид батька, знайшов в лісі прісну воду і безпечні печери. Також він згадував, як вирушив до Австралії на пошуки батька. |                    |                                          |                  |                                               |                              |                         |                       |                |
| 6 | 6                  | «House of the Rising Sun»                | Майкл Цінберг    | Хавєр Грильо-Марксуа                          | Сан Хва Квон                 | 27 жовтня 2004          | невідомо              | 16,83          |
| Джин побив Майкла, а Сун зізналася йому, що знає англійську. Джон дізнався про наркозалежність Чарлі. Уцілілі розділилися на два табори — частина вирішила піти в печери, інші залишилися на березі. Сун згадувала свої напружені відносини з Джином перед польотом.                                                                    |                    |                                          |                  |                                               |                              |                         |                       |                |
| 7 | 7                  | «The Moth»                               | Джек Бендер      | Дженіфер Джонсон,Пол Діні                     | Чарлі Пейс                   | 3 листопада 2004        | невідомо              | 18,73          |
| Джон допоміг Чарлі зав'язати з героїном. Саїд намагався вирахувати, звідки транслювалося французьке послання. Джека завалило в печері, але йому вдалося благополучно вибратися. Чарлі згадував часи, коли був музикантом і пристрастився до наркотиків.                                                                                 |                    |                                          |                  |                                               |                              |                         |                       |                |
| 8 | 8                  | «Confidence Man»                         | Гейтс Такер      | Деймон Лінделоф                               | Джеймс Форд                  | 10 листопада 2004       | невідомо              | 18,44          |
| Саїд застосував до Соєра тортури, щоб той повернув ліки Шеннон. Чарлі умовляв Клер перебратися в печери. Соєр згадував свою стару аферу, яку скасував в останній момент. |                    |                                          |                  |                                               |                              |                         |                       |                |
| 9 | 9                  | «Solitary»                               | Грег Яйтанс      | Девід Фюрі                                    | Саїд Джарра                  | 17 листопада 2004       | невідомо              | 17,64          |
| Француженка полонила Саїда і багато розповіла йому про острів. Херлі знайшов ключки для гольфу та влаштував турнір. Саїд згадував, як допитував подругу дитинства, коли був військовим. |                    |                                          |                  |                                               |                              |                         |                       |                |
| 10 | 10                 | «Raised by Another»                      | Маріта Грабяк    | Літт Лін Е.                                   | Клер Літтлтон                | 1 грудня 2004           | невідомо              | 17,15          |
| Нічні кошмари переконали Клер, що їй і дитині загрожує небезпека. Херлі провів в таборі перепис населення і виявив зайву людину, якої не було в списку пасажирів. Клер згадувала, як відвідувала медіума. |                    |                                          |                  |                                               |                              |                         |                       |                |
| 11 | 11                 | «All the Best Cowboys Have Daddy Issues» | Вільямс Стівен   | Хавєр Грилло-Марксуа                          | Джек Шепард                  | 8 грудня 2004           | невідомо              | 18,88          |
| Інакші викрали Клер і Чарлі, і кілька їхніх товаришів вирушили їм на допомогу. Джон і Бун знайшли в лісі підземний бункер. Джек згадував, як закінчилася кар'єра його батька. |                    |                                          |                  |                                               |                              |                         |                       |                |
| 12 | 12                 | «Whatever the Case May Be»               | Джек Бендер      | Деймон Лінделоф                               | Кейт Остін                   | 5 січня 2005            | невідомо              | 21,59          |
| Соєр і Кейт знайшли металевий кейс. Роуз втішала Чарлі, що переживає через Клер. Саїд попросив Шеннон допомогти йому з перекладом карт Руссо. Кейт згадувала пограбування банку. |                    |                                          |                  |                                               |                              |                         |                       |                |
| 13 | 13                 | «Hearts and Minds»                       | Род Голкомб      | Карлтон К'юз                                  | Бун Карлайл                  | 12 січня 2005           | невідомо              | 20,81          |
| Локк дав Буну наркотик, після чого у нього виникло видіння про смерть Шеннон. Інші уцілілі почали менше довіряти Локку. Бун згадував про те, що привело його до Австралії. |                    |                                          |                  |                                               |                              |                         |                       |                |
| 14 | 14                 | «Special»                                | Грег Яйтанс      | Девід Фюрі                                    | Майкл Доусон та Волтер Ллойд | 19 січня 2005           | невідомо              | 19,69          |
| Майкл заборонив Волту спілкуватися з Джоном, який вчив його метати ножі, і попросив допомогти побудувати пліт. Також він згадував про те, як забирав Волта з Австралії. |                    |                                          |                  |                                               |                              |                         |                       |                |
| 15 | 15                 | «Homecoming»                             | Кевін Гукс       | Девід Лінделоф                                | Чарлі Пейс                   | 9 лютого 2005           | невідомо              | 19,48          |
| У табір повернулася Клер. Ітан намагався повернути її до Інакших, але йому перешкодили Чарлі, Саїд і Джек. Чарлі згадував свій роман з багатою дівчиною. |                    |                                          |                  |                                               |                              |                         |                       |                |
| 16 | 16                 | «Outlaws»                                | Джек Бендер      | Дрю Годдард                                   | Джеймс Форд                  | 16 лютого 2005          | невідомо              | 17,87          |
| Соєр оголосив вендету кабану, який вночі приходив в його намет. Херлі попросив Саїда заспокоїти Чарлі. Соєр згадував, що привело його до Австралії. |                    |                                          |                  |                                               |                              |                         |                       |                |
| 17 | 17                 | «...In Translation»                      | Такер Гейт       | Леонард Дік                                   | Джин Су Квон                 | 23 лютого 2005          | невідомо              | 19,49          |
| Коли Джина звинуватили в підпалі плота Сун, щоб залагодити це непорозуміння, була змушена зізнатися в тому, що знає англійську. Саїд і Шеннон почали відчувати одне до одного романтичні почуття. Джин згадував часи, коли працював на батька Сун.                                                                                      |                    |                                          |                  |                                               |                              |                         |                       |                |
| 18 | 18                 | «Numbers»                                | Деніал Аттіас    | Девід Фюрі                                    | Х'юго Реєс                   | 2 березня 2005          | невідомо              | 18,85          |
| Побачивши на картах француженки повторювані комбінації цифр, Херлі пішов в джунглі, щоб поговорити з Даніель. Локк запросив Клер допомогти йому де в чому. Херлі згадував безрадісну причину свого приїзду до Австралії. |                    |                                          |                  |                                               |                              |                         |                       |                |
| 19 | 19                 | «Deus Ex Machina»                        | Робер Мандел     | Деймон Лінделоф                               | Джон Локк                    | 30 березня 2005         | невідомо              | 17,75          |
| Джон і Бун знайшли в лісі літак нігерійських наркоторговців. Усередині Бун виявив партію героїну і рацію, проте, ледь встановивши зв'язок, впав на землю разом з літаком і отримав множинні травми. Локк згадував, як батько обманом змусив його пожертвувати свою нирку. Джон розбив руки об люк та побачив як там засвітилось світло. |                    |                                          |                  |                                               |                              |                         |                       |                |
| 20 | 20                 | «Do No Harm»                             | Стівен Вільямс   | Джанет Тамаро                                 | Джек Шепард                  | 6 квітня 2005           | невідомо              | 17,12          |
| Поки Джек безуспішно намагався врятувати вмираючого Буна, Клер в лісі народила хлопчика. Саїд призначив Шеннон романтичне побачення на пляжі. Джек згадував своє весілля. |                    |                                          |                  |                                               |                              |                         |                       |                |
| 21 | 21                 | «The Greater Good»                       | Девід Гросман    | Леонард Дік                                   | Саїд Джарра                  | 4 травня 2005           | невідомо              | 17,20          |
| На похоронах Буна Джек побив Локка. Шеннон попросила Саїда помститися за смерть брата, змусивши його зробити вибір між принципами і почуттями до неї. Саїд згадував причину, по якій приїхав до Австралії. |                    |                                          |                  |                                               |                              |                         |                       |                |
| 22 | 22                 | «Born to Run»                            | Такер Гейтс      | Адам Хоровиш                                  | Кейт Остін                   | 11 травня 2005          | невідомо              | 17,10          |
| Коли Майкл зліг з отруєнням, підозра впала на Кейт. Локк показав бункер Саїду та Джеку. Кейт згадувала сумні обставини, при яких зустрілася зі своїм другом дитинства. |                    |                                          |                  |                                               |                              |                         |                       |                |
| 23 | 23                 | «Exodus (Part 1)»                        | Джек Бендер      | Деймон Лінделоф                               | Різні                        | 18 травня 2005          | невідомо              | 18,62          |
| Руссо прийшла в табір зі звісткою про наближення Інакших. В результаті уцілілі вирішили сховатися в бункері. Майкл і Джин завершили будівництво плота. |                    |                                          |                  |                                               |                              |                         |                       |                |
| 2425 | 2425               | «Exodus (Part 2)»                        | Джек Бендер      | Деймон Лінделоф                               | Різні                        | 25 травня 2005          | невідомо              | 20,71          |
| Роздобувши динаміт, Джек, Кейт, Херлі і Джон підірвали кришку люка. Даніель викрала малюка Клер, але Саїд і Чарлі наздогнали її і повернули дитину. Джин, Соєр, Майкл і Волт вийшли на плоту в океан. |                    |                                          |                  |                                               |                              |                         |                       |                |

## Реліз на домашніх медіа-носіях
6 вересня 2005, за два тижні до прем'єри другого сезону, Walt Disney Studios Home Entertainment випустила «Lost: The Complete First Season» (укр. «Загублені: Перший сезон») на семи широкоформатних DVD для Регіону 1. Додатково до усіх серій, що транслювалися, входили також коментарі творців, відео про створення серіалу, кіноляпи, видалені сцени та флешбеки. Сезон також вийшов 16 червня 2009 на Blu-ray Disc.
30 листопада 2005 вийшов для Регіону 4, а 16 січня 2006 — для Великої Британії. Сезон було розділено на дві частини для Регіону 2 — 31 жовтня 2005 (1-12 серії) та 16 січня 2006 (13-25 серії).
| Lost: The Complete First Season (укр. Загублені: Перший сезон) | | | | | |
| Деталі | Деталі | Деталі | Додатково | Додатково | Додатково |
| - 24 серії[A] - 7 дисків - 1.78:1 співвідношення сторін - Субтитри: англійська - Англійська (Dolby Digital 5.1 Surround) — DVD - Англійська (DTS-HD Master Audio 5.1 Surround) — Blu-ray | - 24 серії[A] - 7 дисків - 1.78:1 співвідношення сторін - Субтитри: англійська - Англійська (Dolby Digital 5.1 Surround) — DVD - Англійська (DTS-HD Master Audio 5.1 Surround) — Blu-ray | - 24 серії[A] - 7 дисків - 1.78:1 співвідношення сторін - Субтитри: англійська - Англійська (Dolby Digital 5.1 Surround) — DVD - Англійська (DTS-HD Master Audio 5.1 Surround) — Blu-ray | - Аудіо-коментарі - «Pilot: Part 1» (Адамс, Лінделоф, Бурк) - «Pilot: Part 2» (Адамс, Лінделоф, Бурк) - «Walkabout» (Бендер, Фюрі, О'Квінн) - «The Moth» (Лінделоф, Бурк, Домінік Монаган) - «Hearts and Minds» (Карлтон К'юз, Хав'єр Грільо-Марксуач, Меггі Грейс, Єн Сомерхолдер) - Оригінальні матеріали - Генезис «Загублених» - Проєктування катастрофи - Напередодні подій - Демонстраційний відеоролик - «Ласкаво просимо до Оаху: Створення серії „Пілот“» - Мистецтво Метью Фокса - Lost @ ComiCon - Казки з острова - Загублені: Місцезнаходження - На знімальному майданчику з Джиммі Кіммел - За кулісами з приводним валом - Видалені матеріали - Флешбеки - Видалені сцени - Кіноляпи - У прямому ефірі з музею телебачення і радіо - Пасхалки | - Аудіо-коментарі - «Pilot: Part 1» (Адамс, Лінделоф, Бурк) - «Pilot: Part 2» (Адамс, Лінделоф, Бурк) - «Walkabout» (Бендер, Фюрі, О'Квінн) - «The Moth» (Лінделоф, Бурк, Домінік Монаган) - «Hearts and Minds» (Карлтон К'юз, Хав'єр Грільо-Марксуач, Меггі Грейс, Єн Сомерхолдер) - Оригінальні матеріали - Генезис «Загублених» - Проєктування катастрофи - Напередодні подій - Демонстраційний відеоролик - «Ласкаво просимо до Оаху: Створення серії „Пілот“» - Мистецтво Метью Фокса - Lost @ ComiCon - Казки з острова - Загублені: Місцезнаходження - На знімальному майданчику з Джиммі Кіммел - За кулісами з приводним валом - Видалені матеріали - Флешбеки - Видалені сцени - Кіноляпи - У прямому ефірі з музею телебачення і радіо - Пасхалки | - Аудіо-коментарі - «Pilot: Part 1» (Адамс, Лінделоф, Бурк) - «Pilot: Part 2» (Адамс, Лінделоф, Бурк) - «Walkabout» (Бендер, Фюрі, О'Квінн) - «The Moth» (Лінделоф, Бурк, Домінік Монаган) - «Hearts and Minds» (Карлтон К'юз, Хав'єр Грільо-Марксуач, Меггі Грейс, Єн Сомерхолдер) - Оригінальні матеріали - Генезис «Загублених» - Проєктування катастрофи - Напередодні подій - Демонстраційний відеоролик - «Ласкаво просимо до Оаху: Створення серії „Пілот“» - Мистецтво Метью Фокса - Lost @ ComiCon - Казки з острова - Загублені: Місцезнаходження - На знімальному майданчику з Джиммі Кіммел - За кулісами з приводним валом - Видалені матеріали - Флешбеки - Видалені сцени - Кіноляпи - У прямому ефірі з музею телебачення і радіо - Пасхалки |
| Дата виходу | | | | | |
| США Канада | Австралія | Японія | Велика Британія | Велика Британія | Велика Британія |
| США Канада | Австралія | Японія | Частина 1 | Частина 2 | Повний |
| 6 вересня 2005 | 30 листопада 2005 | 2 серпня 2006 | 31 жовтня 2005 | 16 січня 2006 | 16 січня 2006 |

### Виноски
1. ↑  TV Listings for - September 22, 2004 - TV Tango. www.tvtango.com. Архів оригіналу за 12 квітня 2018. Процитовано 11 квітня 2018.(англ.)
2. ↑  TV Listings for - April 27, 2005 - TV Tango. www.tvtango.com. Архів оригіналу за 12 квітня 2018. Процитовано 11 квітня 2018.(англ.)
3. ↑  Lost. EW.com. Архів оригіналу за 30 березня 2018. Процитовано 11 квітня 2018.(англ.)
4. ↑  Producers. ABC Medianet. Архів оригіналу за 17 листопада 2008. Процитовано 11 квітня 2018.(англ.)
5. ↑  Bain, Emily (20 жовтня 2004). Viewers Get 'Lost' in Popular New ABC Show. The Tufts Daily. Архів оригіналу за 26 вересня 2013. Процитовано 9 вересня 2007.(англ.)
6. ↑  Kate Austen. ABC. Архів оригіналу за 24 січня 2010. Процитовано 9 вересня 2007.(англ.)
7. ↑  Twair, Pat McDonnell (квітень 2005). ABC-TV's Hit Series, Lost, Features Sayid, a Sensitive, Appealing Iraqi. Washington Report on Middle Eastern Affairs. Архів оригіналу за 23 квітня 2019. Процитовано 9 вересня 2007.
8. ↑  Claire Littleton. ABC. Архів оригіналу за 24 січня 2010. Процитовано 9 вересня 2007.
9. ↑  Garcia, Jorge (березень 2006). We Want Answers!. Maxim. Архів оригіналу за 15 лютого 2008. Процитовано 19 жовтня 2009.
10. 1 2  Lost Cast Interviews. IGN. 6 вересня 2005. Архів оригіналу за 12 квітня 2018. Процитовано 11 квітня 2018.(англ.)
11. ↑  News, A. B. C. (6 січня 2006). The Secrets of the 'Lost' Phenomenon. ABC News (англ.). Архів оригіналу за 2 січня 2017. Процитовано 11 квітня 2018.
12. ↑  James "Sawyer" Ford. ABC. Архів оригіналу за 23 січня 2010. Процитовано 9 вересня 2007.(англ.)
13. ↑  Juba, Scott (28 червня 2006). Yunjin Kim: Across Continents. The Trades. Архів оригіналу за 28 вересня 2007. Процитовано 9 вересня 2007.
14. 1 2 3  Lost Cast Interviews. IGN. 6 вересня 2005. Архів оригіналу за 12 квітня 2018. Процитовано 11 квітня 2018.(англ.)
15. ↑  Critic Reviews for Lost Season 1. Metacritic. Архів оригіналу за 28 грудня 2012. Процитовано 17 квітня 2013.
16. ↑  Weekly Program Rankings. ABC Medianet. 29 вересня 2004. Архів оригіналу за 18 липня 2014. Процитовано 30 липня 2008.
17. ↑  Kissell, Rick (25 вересня 2004). ABC, Eye have quite some night. Variety. Архів оригіналу за 16 травня 2012. Процитовано 12 липня 2012. {{cite news}}: Cite має пустий невідомий параметр: |df= (довідка)
18. ↑  Gorman, Steve (1 жовтня 2004). ABC May Have Found a Hit in 'Lost'. Reuters. Архів оригіналу за 5 лютого 2010.
19. ↑  Grossberg, Josh (20 жовтня 2004). ABC stays "Lost" and "Desperate". E! Online. Процитовано 19 жовтня 2009.
20. ↑  Нагороди та номінації фільму Загублені на сайті IMDb (англ.)
21. ↑  Архівована копія. Архів оригіналу за 13 квітня 2018. Процитовано 12 квітня 2018.{{cite web}}:  Обслуговування CS1: Сторінки з текстом «archived copy» як значення параметру title (посилання)
22. ↑  2004 Golden Globe Awards nominees. USA Today. 13 грудня 2004. Процитовано 24 липня 2012.
23. ↑  Weekly Program Rankings. ABC Medianet. 29 вересня 2004. Архів оригіналу за 18 липня 2014. Процитовано 30 липня 2008.
24. ↑  Weekly Program Rankings. ABC Medianet. 19 жовтня 2004. Архів оригіналу за 1 червня 2009. Процитовано 30 липня 2008.
25. ↑  Волт та містер Локк
26. ↑  Джон організовує полювання на кабанів
27. ↑  Weekly Program Rankings. ABC Medianet. 26 жовтня 2004. Архів оригіналу за 11 серпня 2014. Процитовано 30 липня 2008.
28. ↑  Weekly Program Rankings. ABC Medianet. 2 листопада 2004. Архів оригіналу за 11 серпня 2014. Процитовано 30 липня 2008.
29. ↑  Weekly Program Rankings Report. ABC Medianet. 9 листопада 2004. Архів оригіналу за 11 серпня 2014. Процитовано 30 липня 2008.
30. ↑  Джон допомагає знайти чарлі його гітару
31. ↑  Чарлі відмовляється від героїну
32. ↑  Weekly Program Rankings. ABC Medianet. 16 листопада 2004. Архів оригіналу за 10 жовтня 2014. Процитовано 30 липня 2008.
33. ↑  Weekly Program Rankings. ABC Medianet. 23 листопада 2004. Архів оригіналу за 21 грудня 2008. Процитовано 30 липня 2008.
34. ↑  Саїд тікає від Руссо
35. ↑  Weekly Program Rankings. ABC Medianet. 7 грудня 2004. Архів оригіналу за 21 грудня 2008. Процитовано 30 липня 2008.
36. ↑  Weekly Program Rankings. ABC Medianet. 14 грудня 2004. Архів оригіналу за 21 грудня 2008. Процитовано 30 липня 2008.
37. ↑  Люк
38. ↑  Weekly Program Rankings. ABC Medianet. 11 січня 2005. Архів оригіналу за 27 травня 2010. Процитовано 30 липня 2008.
39. ↑  Weekly Program Rankings. ABC Medianet. 19 січня 2005. Архів оригіналу за 21 грудня 2008. Процитовано 30 липня 2008.
40. ↑  Weekly Program Rankings. ABC Medianet. 25 січня 2005. Архів оригіналу за 28 травня 2010. Процитовано 30 липня 2008.
41. ↑  Weekly Program Rankings. ABC Medianet. 15 лютого 2005. Архів оригіналу за 21 грудня 2008. Процитовано 30 липня 2008.
42. ↑  Weekly Program Rankings. ABC Medianet. 23 лютого 2005. Архів оригіналу за 21 грудня 2008. Процитовано 30 липня 2008.
43. ↑  Weekly Program Rankings. ABC Medianet. 1 березня 2005. Архів оригіналу за 21 грудня 2008. Процитовано 30 липня 2008.
44. ↑  Weekly Program Rankings. ABC Medianet. 8 березня 2005. Архів оригіналу за 7 січня 2009. Процитовано 30 липня 2008.
45. ↑  Weekly Program Rankings. ABC Medianet. 5 квітня 2005. Архів оригіналу за 27 грудня 2008. Процитовано 30 липня 2008.
46. ↑  Weekly Program Rankings. ABC Medianet. 12 квітня 2005. Архів оригіналу за 21 грудня 2008. Процитовано 30 липня 2008.
47. ↑  Weekly Program Rankings. ABC Medianet. 10 травня 2005. Архів оригіналу за 29 вересня 2011. Процитовано 30 липня 2008.
48. ↑  Похорони Буна
49. ↑  Саїд рятує Джона
50. ↑  Weekly Program Rankings. ABC Medianet. 17 травня 2005. Архів оригіналу за 21 грудня 2008. Процитовано 30 липня 2008.
51. ↑  Weekly Program Rankings. ABC Medianet. 24 травня 2005. Архів оригіналу за 21 травня 2012. Процитовано 30 липня 2008.
52. ↑  Weekly Program Rankings. ABC Medianet. 1 червня 2005. Архів оригіналу за 7 січня 2009. Процитовано 30 липня 2008.
53. ↑  Lambert, David (16 березня 2005). Press Release for Lost - The Complete 1st Season. TVShowsOnDVD. Архів оригіналу за 26 червня 2012. Процитовано 8 червня 2012. {{cite web}}: Cite має пустий невідомий параметр: |df= (довідка)
54. ↑  Lambert, David (26 травня 2009). ABC/Disney Found a Lost Press Release for the Season 1 & Season 2 Blu-rays. TVShowsOnDVD. Архів оригіналу за 15 червня 2012. Процитовано 8 червня 2012.